# Coude (Nouveau-Brunswick)
Pour les articles homonymes, voir Coude.

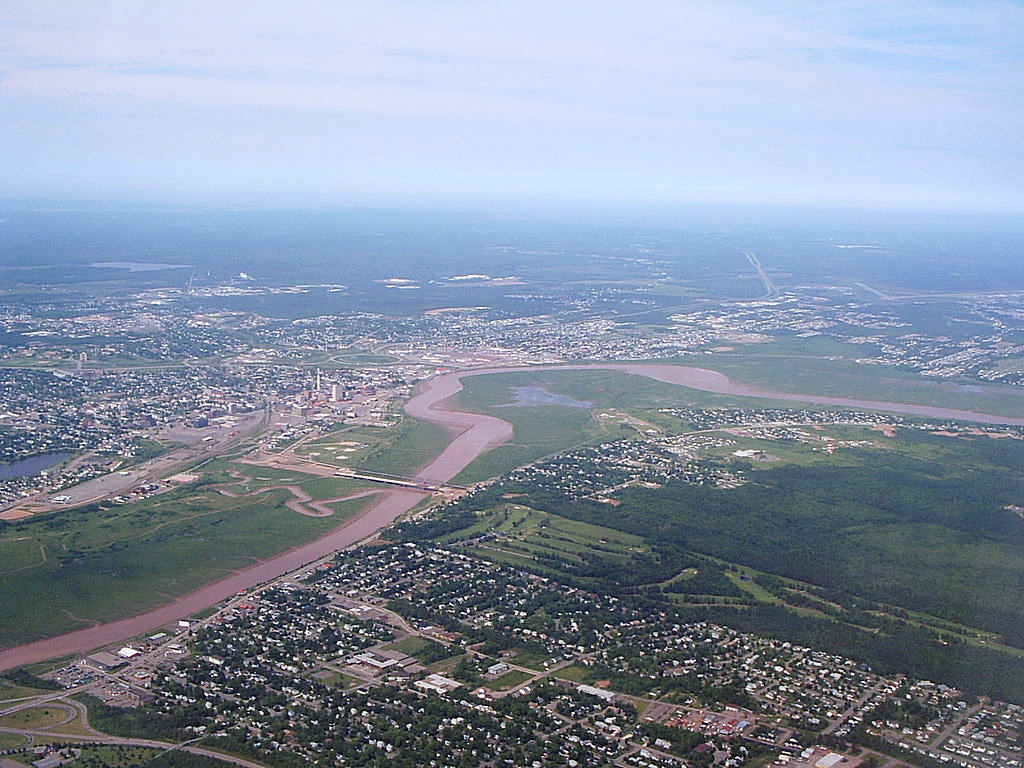
Le Coude à marée basse

Le Coude est un nom utilisé au départ pour désigner un méandre étroit de la rivière Petitcodiac, au Nouveau-Brunswick. Ce nom s'appliquait aussi aux villages acadiens s'y trouvant avant le Grand Dérangement. Le nom s'appliqua ensuite au village de The Bend of Petitcodiac fondé par les Anglais, près du Coude. Ce village devint ensuite Moncton, mais garde toujours le surnom du Coude.